# Aspa (chi ốc biển)
Aspa là một chi ốc biển, là động vật thân mềm chân bụng sống ở biển trong họ Bursidae.

## Các loài
Các loài thuộc chi Aspa bao gồm:
- Aspa marginata (Gmelin, 1791)[2]